# Guy Wilks
Guy Wilks (* 22. Januar 1981 in Darlington) ist ein britischer Rallyefahrer.

## Karriere

### Anfänge als Ford-Privatfahrer
Guy Wilks begann seine Karriere als Rallyefahrer im Jahr 2000 mit einem Ford Ka und wurde britischer Ford-Ka-Juniormeister. 2001 gewann er die britische Ford-Puma-1400-Meisterschaft. Bei der Rallye Schweden 2002 gab er mit einem Mitsubishi Lancer Evo VI sein Debüt in der Rallye-Weltmeisterschaft. Anschließend nahm er mit einem Ford Puma S1600 an der britischen Rallye-Meisterschaft teil und erreichte den fünften Meisterschaftsplatz in der Gesamtwertung sowie den dritten Platz in der Wertung für Fahrzeuge der Klasse Super 1600. In der Saison 2003 startete er mit seinem Ford Puma S1600 regelmäßig bei WRC-Läufen und belegte den siebten Platz in der Rallye-Juniorenweltmeisterschaft. Sein Beifahrer war bereits ab dieser Saison Phil Pugh, mit dem Wilks in den folgenden Jahren dauerhaft ein Team bildete.

### JWRC mit Suzuki

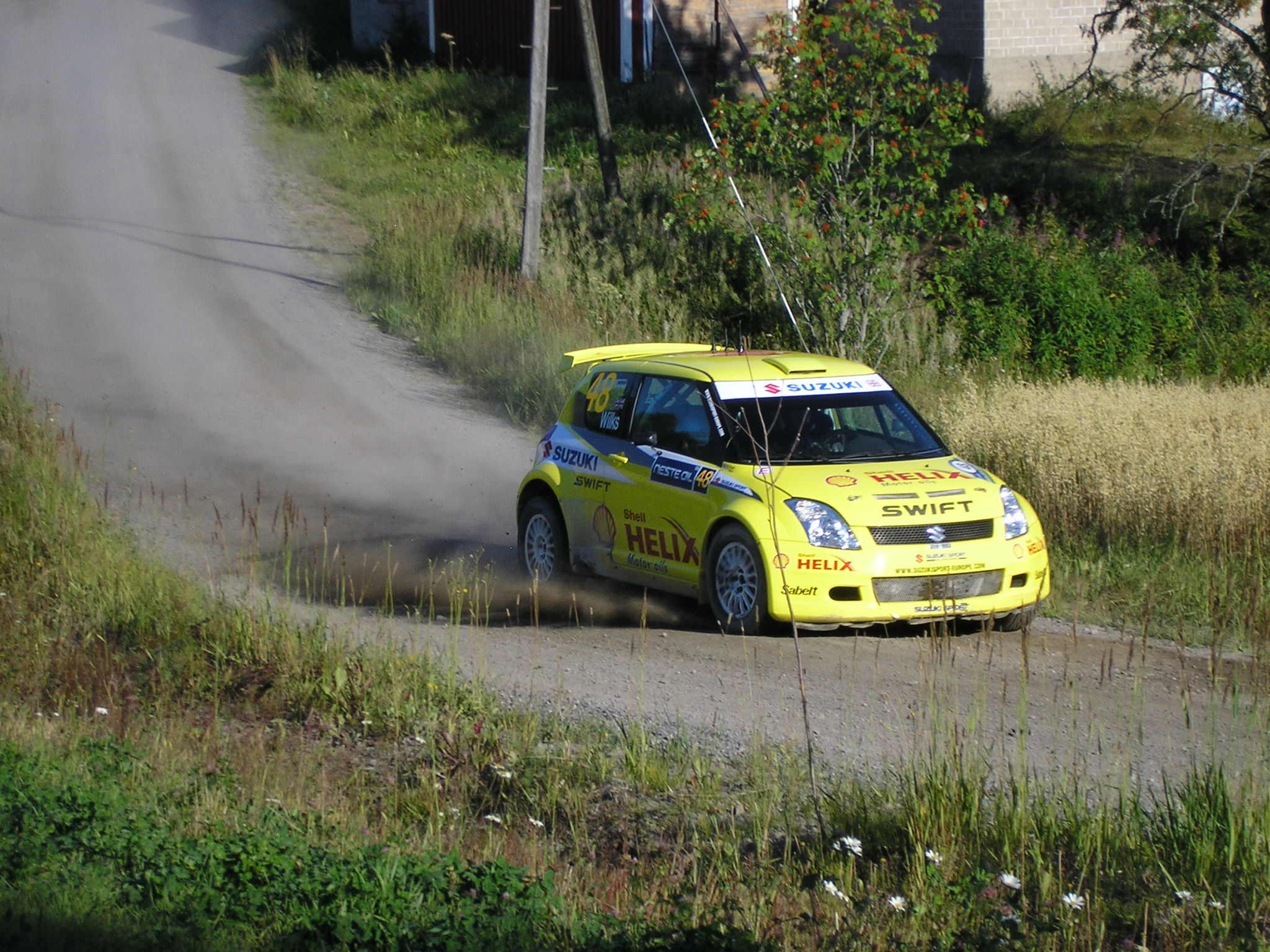
Guy Wilks im Suzuki Swift S1600 bei der Rallye Finnland 2006

Als sich die ersten Erfolge eingestellt hatten, wurde das Suzuki-Werksteam auf Wilks aufmerksam und stellte ihn für die Saison 2004 unter Vertrag. Er erhielt einen Suzuki Ignis S1600 und bestritt damit die komplette Saison in der Juniorenweltmeisterschaft, die im Rahmen der WRC ausgetragen wurde. Bei der Rallye Griechenland erreichte er seinen ersten JWRC-Sieg, auf den bei der Rallye Großbritannien noch ein zweiter Saisonerfolg folgte. Die Juniorenweltmeisterschaft beendete er knapp geschlagen auf dem dritten Platz. Außerdem wurde er mit sechs Klassensiegen britischer Rallyemeister für Super-1600-Fahrzeuge. 2005 erreichte Wilks einen JWRC-Sieg bei der Rallye Mexiko. Nach der Saisonhalbzeit stellte Suzuki ihm mit dem Suzuki Swift S1600 ein neues Fahrzeug zur Verfügung. Am Ende der Saison belegte er den zweiten Meisterschaftsplatz in der JWRC. 2006 gewann Wilks die JWRC-Wertung der Rallye Argentinien und der Rallye Finnland und erreichte den vierten Gesamtplatz in der Juniorenweltmeisterschaft.

### Britische Meistertitel und WRC-Gaststarts

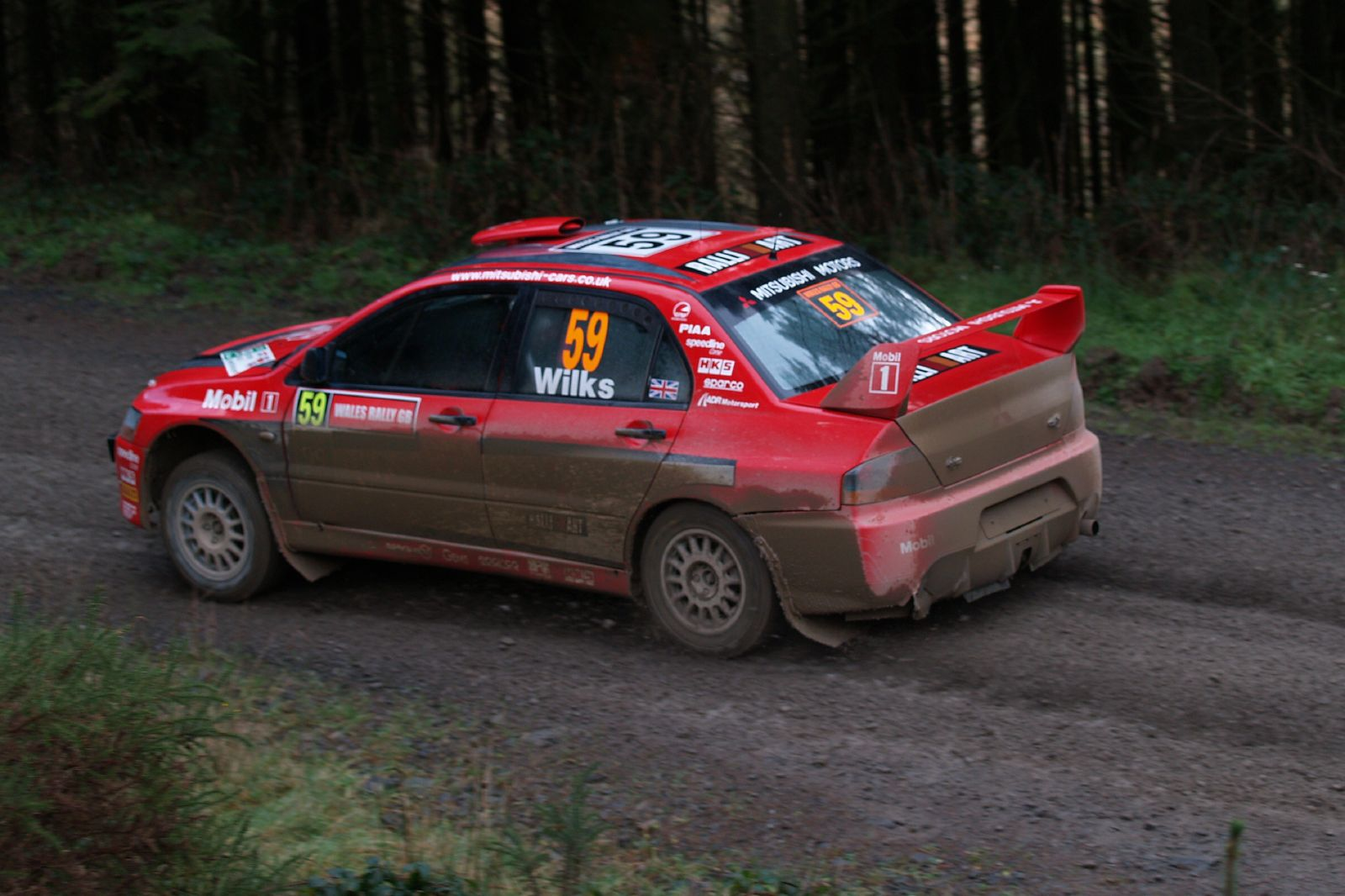
Guy Wilks im Mitsubishi Lancer Evo IX bei der Rallye Großbritannien 2007

Nach der Saison 2006 verließ Wilks Suzuki und wechselte zum Werksteam des britischen Mitsubishi-Importeurs. Mit einem Mitsubishi Lancer Evo IX der Gruppe N gewann er 2007 fünf Rallyes der britischen Meisterschaft und wurde britischer Rallye-Meister. Sponsorengelder von Mobil 1 ermöglichten Wilks außerdem den Aufstieg innerhalb der WRC auf ein World Rally Car, einen Ford Focus RS WRC 05 des Teams Ramsport. Mit diesem Fahrzeug bestritt er einzelne WRC-Rallyes, verpasste aber die Punkteränge mit zwei neunten Plätzen in Griechenland und Finnland zwei Mal knapp. Schließlich erreichte er gegen Saisonende bei der Rallye Irland mit einem privat eingesetzten Subaru Impreza S11 WRC den sechsten Platz und erzielte damit seine ersten Weltmeisterschaftspunkte. Die abschließende Rallye Großbritannien fuhr er mit dem Mitsubishi Lancer Evo IX und erreichte den PWRC-Klassensieg. 2008 gewann Wilks mit dem Lancer Evo IX drei Rallyes der britischen Meisterschaft und ihm gelang die Titelverteidigung. Mit diesem Fahrzeug kam er auch wieder bei der Rallye Großbritannien in der WRC zum Einsatz. Einzelne Rallyes bestritt er in diesem Jahr auch mit einem Honda Civic Type R R3 von JAS Motorsport.

### Intercontinental Rally Challenge
Für die Saison 2009 plante Wilks, sich beim Subaru-Werksteam einzukaufen und mit einem Subaru Impreza WRC die Rallye-Weltmeisterschaft zu bestreiten. Da Subaru sich vor der Saison aus der WRC zurückzog, scheiterte dieses Vorhaben allerdings. Wilks fand daraufhin einen Platz beim neugegründeten Proton-Werksteam und startete mit einem Proton Satria Neo S2000 in der britischen Rallye-Meisterschaft. Ab dem fünften Lauf der Intercontinental Rally Challenge 2009, der Belgium Ypres Rally, trat Wilks im Proton in der IRC an. Wegen Meinungsverschiedenheiten trennte er sich vom Proton-Werksteam jedoch noch vor dem Saisonfinale der IRC, der Rallye Schottland. Dieses bestritt er stattdessen im Škoda Fabia S2000 von Škoda UK. Da Kris Meeke, der schnellste Pilot der Rallye, nachträglich disqualifiziert wurde, rückte Wilks auf den ersten Platz nach und gewann so seine erste IRC-Rallye. In der Fahrerwertung belegte er am Saisonende den siebten Platz.

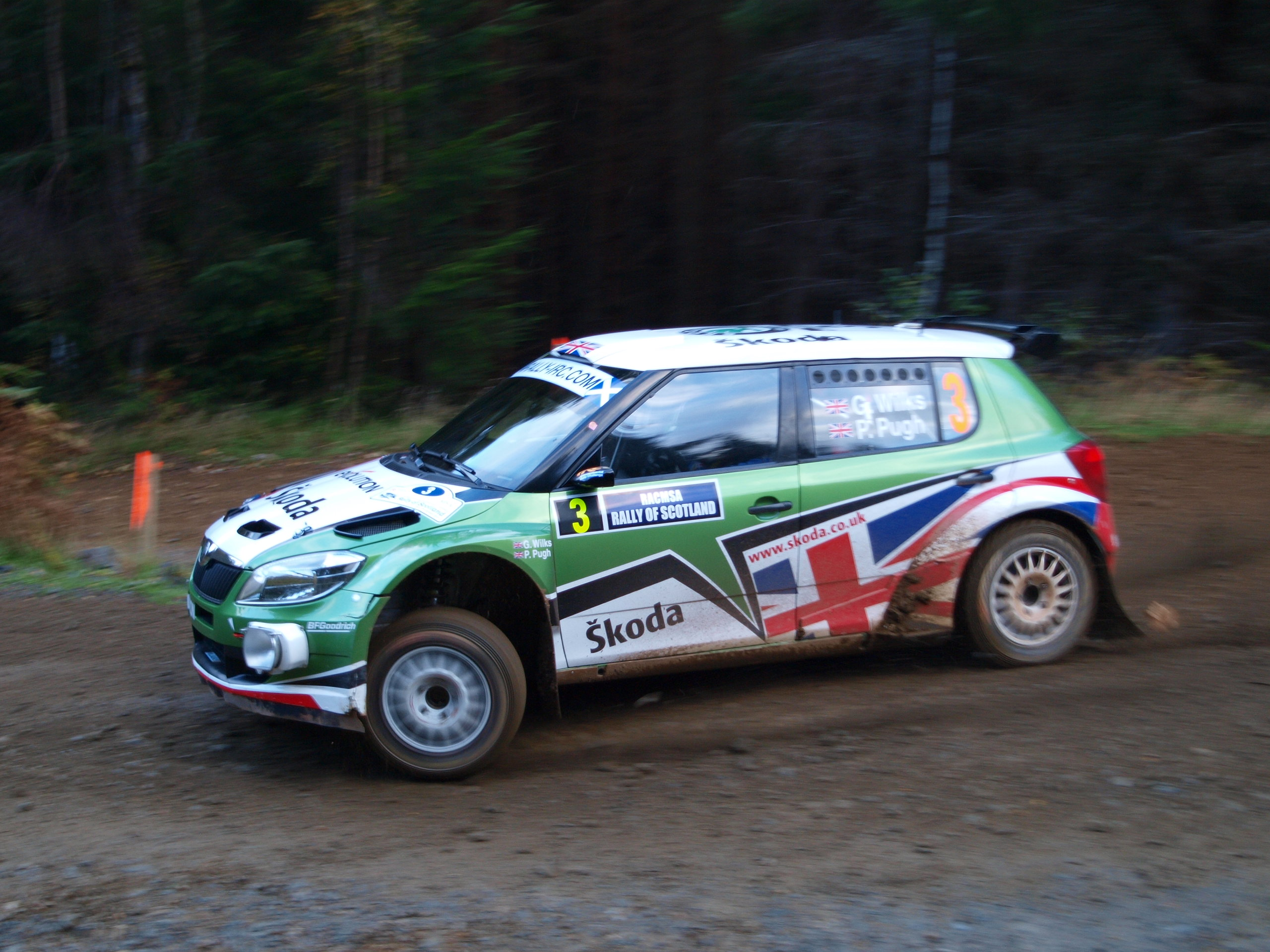
Guy Wilks im Škoda Fabia S2000 bei der Rallye Schottland 2010

2010 wurde Wilks von Skoda UK für die komplette Saison der Intercontinental Rally Challenge engagiert. Die Saison begann er mit drei Podiumsplatzierungen aus den ersten vier Rallyes erfolgreich. Seine Chancen auf den Titel wurden jedoch von einem schweren Unfall bei der Rallye Sardinien zunichtegemacht, bei dem er sich Wirbelfrakturen zugefügt hatte. Wilks musste daher bei drei Rallyes pausieren und kehrte erst zum neunten Saisonlauf wieder in die IRC zurück. Am Saisonende belegte er den sechsten Meisterschaftsplatz.
Vor der Saison 2011 nahm Wilks ein Angebot von Peugeot UK an, da er sich bei Peugeot auch an der Entwicklungsarbeit beteiligen kann. Seitdem geht er mit einem Peugeot 207 S2000 an den Start, der von Kronos Racing vorbereitet wird. Die Saison begann er mit Platz drei bei der Rallye Monte Carlo 2011.

## Statistik

### Titel
- Britische Rallye-Meisterschaft: 2007, 2008

### WRC-Ergebnisse
| Saison | Team                   | Fahrzeug                 | 1       | 2       | 3       | 4      | 5       | 6      | 7      | 8      | 9       | 10      | 11     | 12     | 13     | 14      | 15      | 16     | Punkte | Pos. |
| ------ | ---------------------- | ------------------------ | ------- | ------- | ------- | ------ | ------- | ------ | ------ | ------ | ------- | ------- | ------ | ------ | ------ | ------- | ------- | ------ | ------ | ---- |
| 2002   | Guy Wilks              | Mitsubishi Lancer Evo VI | MON     | SWE DNF | FRA     | ESP    | CYP     | ARG    | GRE    | KEN    | FIN     |         |        |        |        |         |         |        | 0      | –    |
| 2002   | Guy Wilks              | Ford Puma S1600          |         |         |         |        |         |        |        |        |         | GER DNF | ITA    | NZL    | AUS    | GBR 29  |         |        | 0      | –    |
| 2003   | Guy Wilks              | Ford Puma S1600          | MON DNF | SWE     | TUR 18  | NZL    | ARG     | GRE 33 | CYP    | GER    | FIN 24  | AUS     | ITA 28 | FRA    | ESP 33 | GBR DNF |         |        | 0      | –    |
| 2004   | Monster Sport Europe   | Suzuki Ignis S1600       | MON DNF | SWE     | MEX     | NZL    | CYP     | GRE 12 | TUR 13 | ARG    | FIN DNF | GER     | JPN    | GBR 18 | ITA 11 | FRA     | ESP DNF | AUS    | 0      | –    |
| 2005   | Monster Sport Europe   | Suzuki Ignis S1600       | MON 19  | SWE 22  | MEX 11  | NZL 27 | ITA 23  | CYP 29 | TUR 52 | GRE 17 | ARG     |         |        |        |        |         |         |        | 0      | –    |
| 2005   | Monster Sport Europe   | Suzuki Swift S1600       |         |         |         |        |         |        |        |        |         | FIN 18  | GER 15 | GBR 32 | JPN 17 | FRA     | ESP DNF | AUS    | 0      | –    |
| 2006   | Suzuki Sport Europe UK | Suzuki Swift S1600       | MON     | SWE 38  | MEX     | ESP    | FRA     | ARG 19 | ITA 26 | GRE    | GER     | FIN 15  | JPN    | CYP    | TUR 19 | AUS     | NZL     | GBR 52 | 0      | –    |
| 2007   | Ramsport               | Ford Focus RS WRC 05     | MON     | SWE     | NOR DNF | MEX    | POR DNF | ARG    | ITA    | GRE 9  | FIN 9   | GER 10  | NZL    | ESP    | FRA    | JPN     |         |        | 3      | 18   |
| 2007   | Guy Wilks              | Subaru Impreza S11 WRC   |         |         |         |        |         |        |        |        |         |         |        |        |        |         | IRE 6   |        | 3      | 18   |
| 2007   | Mitsubishi Motors UK   | Mitsubishi Lancer Evo IX |         |         |         |        |         |        |        |        |         |         |        |        |        |         |         | GBR 13 | 3      | 18   |
| 2008   | JAS Motorsport         | Honda Civic Type R R3    | MON     | SWE     | MEX     | ARG    | JOR     | ITA    | GRE    | TUR    | FIN 18  | GER     | NZL    | ESP    | FRA    | JPN     |         |        | 0      | –    |
| 2008   | Mitsubishi Motors UK   | Mitsubishi Lancer Evo IX |         |         |         |        |         |        |        |        |         |         |        |        |        |         | GBR 14  |        | 0      | –    |

### IRC-Ergebnisse
| Saison | Team                      | Fahrzeug                | 1     | 2     | 3       | 4       | 5       | 6       | 7       | 8       | 9       | 10      | 11      | 12  | Punkte | Pos. |
| ------ | ------------------------- | ----------------------- | ----- | ----- | ------- | ------- | ------- | ------- | ------- | ------- | ------- | ------- | ------- | --- | ------ | ---- |
| 2008   | JAS Motorsport            | Honda Civic Type R R3   | IST   | POR   | YPR     | RUS DNF | MAD     | ZLI     | AST     | SAN     | VAL     | CHN     |         |     | 0      | –    |
| 2009   | Mellors Elliot Motorsport | Proton Satria Neo S2000 | MON   | CUR   | SAF     | AZO     | YPR DNF | RUS 4   | MAD 10  | ZLI DNF | AST 12  | SAN 13  |         |     | 15     | 7    |
| 2009   | Škoda UK                  | Škoda Fabia S2000       |       |       |         |         |         |         |         |         |         |         | SCO 1   |     | 15     | 7    |
| 2010   | Škoda UK                  | Škoda Fabia S2000       | MON 6 | CUR 2 | ARG 2   | CAN 3   | SAR DNF | YPR     | AZO     | MAD     | ZLI 7   | SAN DNF | SCO DNF | CYP | 27     | 6    |
| 2011   | Peugeot UK                | Peugeot 207 S2000       | MON 3 | CAN 5 | COR DNF | YAL 5   | YPR 4   | AZO DNF | ZLI DNF | MEC DNF | SAN DNF | SCO DNF | CYP     |     | 47     | 7    |